# Revers (Kleidung)

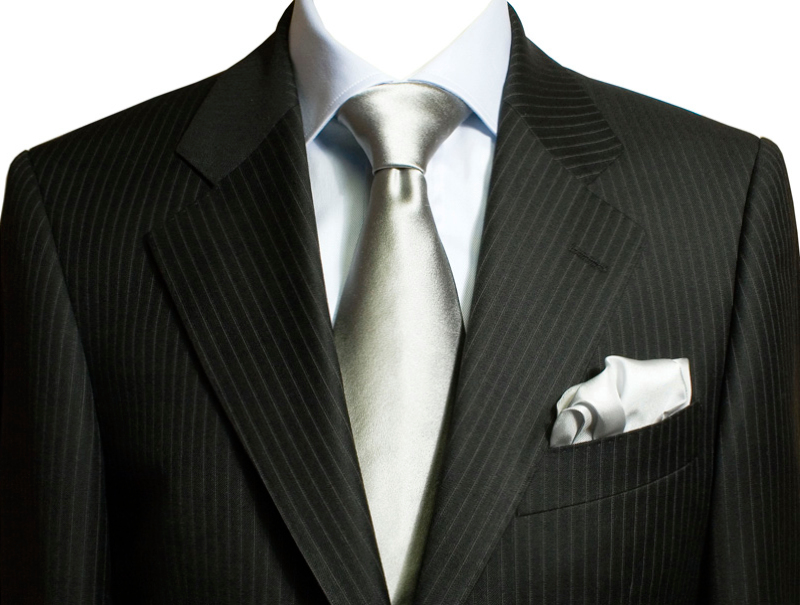
Nadelstreifenanzug mit fallendem Revers

Das Revers, auch Aufschlag oder Klappe, ist die nach außen geschlagene obere Vorderkante eines Sakkos, Mantels oder Blazers. 

## Revers-Stile
Der Kragen verläuft rund um den Hals und ist durch eine immer abwärts zeigende Naht, die Crochet- oder Spiegelnaht, mit dem Revers verbunden, wodurch die Vorderfront geschlossen wird. Kragen und Revers bilden gemeinsam das Fasson. Folgt das Revers der Crochetnaht und weist die Reversspitze nach unten, so entsteht ein spitzer Crochet-Winkel und man spricht von einem fallenden Revers. Steigt das Revers im Scheitelpunkt des Crochet-Winkels mit nach oben weisender Reversspitze an, spricht man von einem steigenden Revers. Auch heute noch gibt es die Zwischenform, das sogenannte gebrochene Revers, das vom Crochet nach außen einen sehr flachen Winkel nach oben oder unten aufweist (Crocheteck, Crochetwinkel). 
Der Gegensatz zum Reverskragen ist der Schalkragen ohne Abstufung oder Einschnitt zwischen Revers und Kragen.
Unter Ulster-Revers versteht man ein großes fallendes Revers mit einem gerollten Reversbruch, das heißt, der Reversbruch ist nicht scharfkantig.
Im Biedermeier waren zusätzliche Reversecken üblich.

Reversarten
Fallendes Revers
Gebrochen steigendes Revers
Schalkragen als Revers

## Revers-Schmuck
Die älteste Form des Revers-Schmuck ist die Boutonniere, auch Blume im Knopfloch genannt. Sie wurde oftmals aus weltanschaulichen Gründen getragen oder um die Zugehörigkeit zu einer Gruppe anzuzeigen. Eine ähnliche Funktion erfüllen Anstecknadel und Ansteckplakette. Ebenso können Schleifen als Awareness Ribbon am Revers getragen werden.